# مايكل بوردمان
مايكل بوردمان (بالإنجليزية: Michael Boardman)‏ هو رياضياتي بريطاني، ولد في 13 فبراير 1938 في مانشستر في المملكة المتحدة.